# Pont-Saint-Martin, Loire-Atlantique
Pont-Saint-Martin là một xã thuộc tỉnh Loire-Atlantique, trong vùng Pays de la Loire ở phía tây nước Pháp. Xã này nằm ở khu vực có độ cao từ 0-31 mét trên mực nước biển. Theo điều tra dân số năm 2006 của INSEE, xã có dân số 5373 người.
Thị trấn kết nghĩa với Hampshire của Brockenhurst.